# Barão da Ribeirinha
Barão da Ribeirinha foi um título criado por decreto de 27 de setembro de 1901, do rei D. Carlos, a favor de Vitoriano da Rosa Martins, um negociante, grande proprietário e político da cidade da Horta, na ilha do Faial. O agraciado era ao tempo administrador do concelho e nessas funções recebera nos primeiros dias de julho daquele ano a visita régia aos Açores, pelo que na carta de concessão o rei afirma que a mesma é «um testemunho de consideração por ocasião da minha visita aos distritos insulanos». A distinção foi concedida «em duas vidas», tendo sido herdada pelo seu filho José da Rosa Martins, que assim foi o 2.º Barão da Ribeirinha. O título refere-se ao lugar da Ribeirinha, freguesia de Castelo Branco, local de nascimento do agraciado.
O título foi usado pelas seguintes pessoas:
- Vitoriano da Rosa Martins, 1.º barão da Ribeirinha;
- José da Rosa Martins (Horta, 25 de novembro de 1879 — Horta, 31 de julho de 1941), 2.º barão da Ribeirinha, filho do anterior e também político.